# 八王子神社

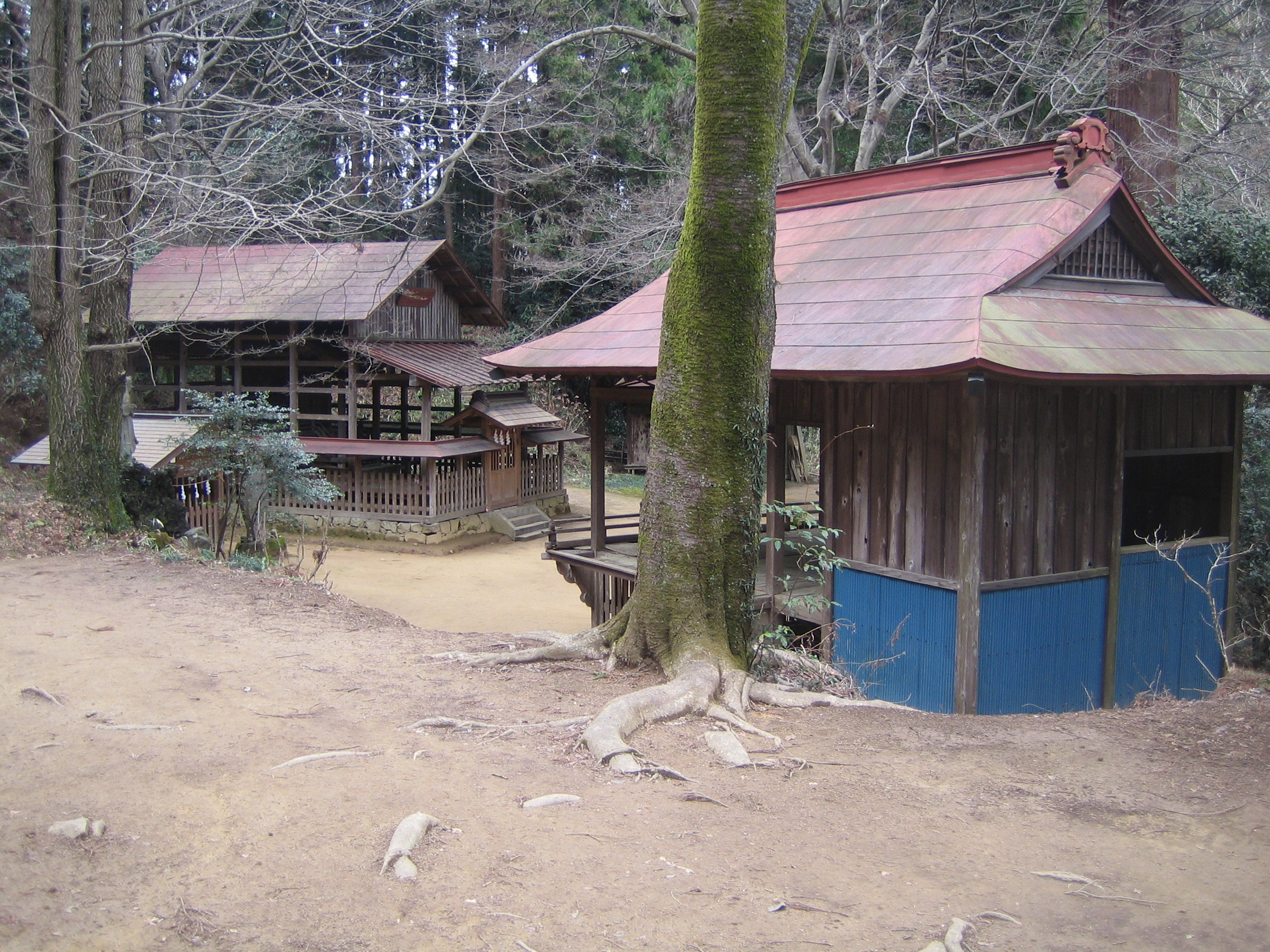
深沢山（八王子市）の八王子神社

八王子神社（はちおうじじんじゃ）は、スサノオ（牛頭天王）の八柱の御子神（八王子権現）を祀る神社である。八王子宮、八柱神社（やはしらじんじゃ）などとも言い、日本全国にある。

## 概要
元々は、神仏習合下の八王子権現信仰に由来するものである。
913年（延喜13年）に華厳菩薩妙行が、東京都八王子市の深沢山（現在の城山）山頂で修行中に牛頭天王と八人の王子が現れた。その因縁で916年（延喜16年）深沢山に八王子権現を祀ったと言われている。
仏教の守護神である牛頭天王には頗梨采女との間に8人の子（八王子）がいるとされており、これを祀ったのが八王子神社である。
八王子は八方位の暦神に比定され、八将神ともいう。
- 太歳神（木曜星・総光天王）
- 大将軍（金曜星・魔王天王）
- 太陰神（土曜星・倶魔羅天王）
- 歳刑神（水曜星・得達神天王）
- 歳破神（土曜星・良侍天王）
- 歳殺神（火曜星・侍神相天王）
- 黄幡神（羅睺星・宅神相天王）
- 豹尾神（計都星・蛇毒気神天王）

明治の神仏分離の際、これが牛頭天王と習合していたスサノオと天照大神との誓約（うけい）で化生した五男三女神に変えられた。五男三女神とは以下の神である。
- 正勝吾勝勝速日天之忍穂耳命（マサカツアカツカチハヤヒアメノオシホミミ）
- 天之菩卑能命（アメノホヒ）
- 天津日子根命（アマツヒコネ）
- 活津日子根命（イクツヒコネ）
- 熊野久須毘命（クマノクスビ）
- 多紀理毘売命（タキリビメ）
- 市寸島比売命（イチキシマヒメ）
- 多岐都比売命（タキツヒメ）

ただし、神社によっては異なる神を祭神としていることもある。例えば八坂神社における八王子は八島士奴美神、五十猛神、大屋比売神、抓津比売神、大歳神、宇迦之御魂神、大屋毘古神、須勢理毘売命である。特に「八柱神社」については、単に八柱の神を祀るという意味の場合もある。

## 他の著名な八王子神社
関東地方
- 八王子神社 (さいたま市)
- 八王子神社 (八王子市) - 東京都八王子市元八王子町三丁目2735。後の八王子城。八王子市の名の由来。
- 八王子神社 (船橋市) - 千葉県船橋市古和釜町
- 八王子神社 (茅ヶ崎市) - 神奈川県茅ヶ崎市本村

中部地方
- 八王子神社 (飯田市)
- 八王子神社 (大町市) - 長野県大町市常盤
- 八王子神社 (長野県辰野町)
- 八柱神社 (長野県根羽村) - 長野県下伊那郡根羽村万場瀬
- 八王子神社 (恵那市)
- 八王子神社 (磐田市)
- 八柱神社 (浜松市) - 静岡県浜松市西区入野町
- 八柱神社 (岡崎市)
- 八王子神社 (刈谷市)
- 八柱神社 (碧南市)
- 八柱神社 (愛知県東栄町)
- 八王子社 (南知多町)

近畿地方
- 八柱神社 (大紀町) - 三重県度会郡大紀町大内山1138
- 八柱神社 (奈良市)
- 八王子社 (奈良市納院町) - 奈良県奈良市納院町。祭神は大山咋神。
- 八王子神社（橿原市）－奈良県橿原市光陽町336。橿原市南西部に位置する小高い忌部山の南麓に鎮座
- 八王子神社 (加西市) – 兵庫県加西市田谷町
- 八王子神社 (大阪市) – 大阪府大阪市東成区中本四丁目
- 常世岐姫神社 – 大阪府八尾市神宮寺五丁目。旧称は八王子神社

四国地方
- 八王子宮 (室戸市)
- 八王子宮 (香美市)
- 八王子宮 (高知県土佐山田町)

## 八王子市の起源
東京都八王子市の地名は、戦国時代、深沢山に北条氏照が城を築いた際、この伝説から「八王子城」と名づけたことに由来する。